# Hannah John-Kamen
Hannah John-Kamen (* 7. září 1989) je britská herečka. Je známá pro roli Ornely v seriálu Hra o trůny, Yaleny/Dutch v seriálu Killjoys: Vesmírní lovci, F'Nale Zandor ve filmu Stevena Spielberga Ready Player One a rolí Avy Starr / Ghost v MCU filmu Ant-Man and the Wasp. V hlavní roli se objevila v Netflix seriálu The Stranger.

## Osobní život
Hannah Dominique E. John-Kamen se narodila 7. září 1989 ve vesnici Anlaby v britském hrabství East Riding of Yorkshire. Její matka je Norka, otec Nigerijec. Její matka je bývalou modelkou. Má dva starší sourozence. Už jako dítě se toužila stát herečkou. Do Londýna se přestěhovala, když jí bylo 18 let. Hraje na klavír a tancuje (balet, jazz, salsu, i step).

## Kariéra
Svou kariéru začala v roce 2011, dabingem pro videohru Dark Souls. Objevila se v malých rolích v několika seriálech, například Misfits: Zmetci, Černé zrcadlo nebo Whitechapel.

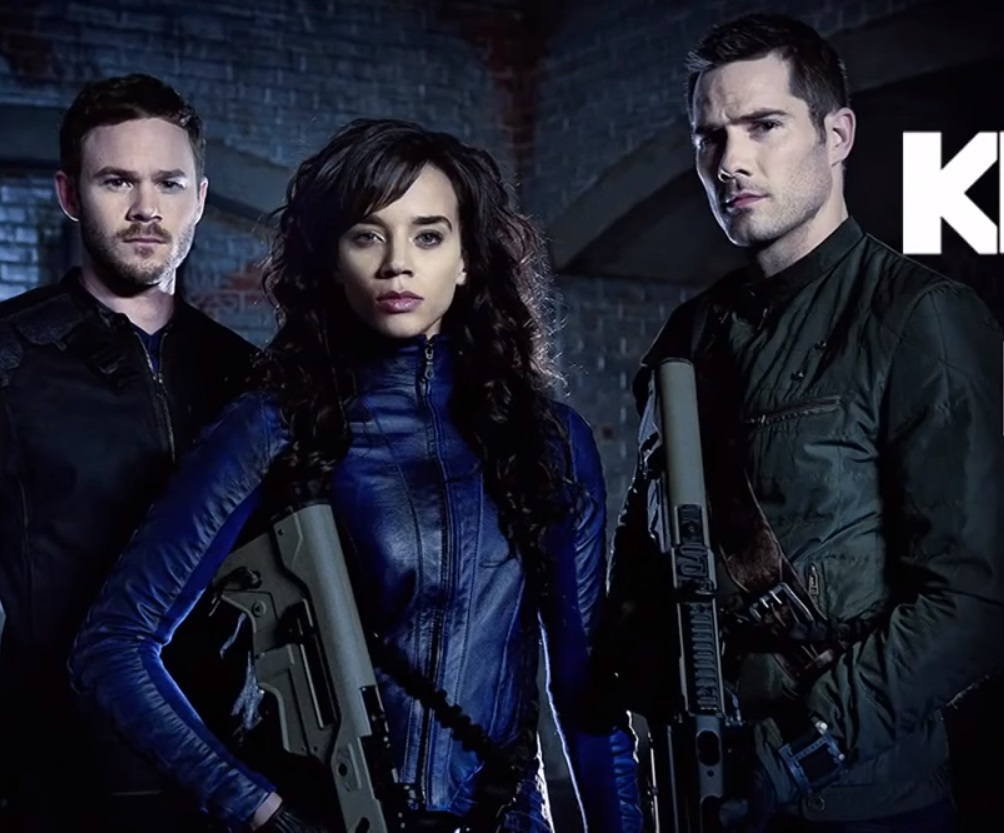
Obsazení seriálu Killjoys: Vesmírní lovci, zleva : Aaron Ashmore, Hannah John-Kamen a Luke Macfarlane.

Od roku 2015 zářila v roli Yaleny "Dutch" Yardeen v kanadském seriálu Killjoys: Vesmírní lovci. Roku 2016 zahrála menší roli v seriálu Hra o trůny. Ve stejném roce se objevila i v epizodě seriálu Černé zrcadlo a The Tunnel. Pozitivní reakce se dostalo její roli ve filmu Stevena Spielberga Ready Player One: Hra začíná. Roku 2018 byla také obsazena do role Avy Starr / Ghost ve filmu Ant-Man a Wasp. Byla obsazena do hlavní role připravovaného filmu Red Sonja.

## Filmografie

### Seriály
| Rok       | Název                               | Role                     | Poznámky                      |
| --------- | ----------------------------------- | ------------------------ | ----------------------------- |
| 2011      | Misfits: Zmetci                     | Carly                    | Epizoda #3.6                  |
| 2011      | Černé zrcadlo                       | Selma                    | 1 epizoda                     |
| 2012      | Whitechapel                         | Roxy                     | 2 epizody                     |
| 2012      | The Syndicate                       | Prodavačka               | Epizoda: "Denise"             |
| 2012      | The Midnight Beast                  |                          | Epizoda: "Someone Called Sam" |
| 2012      | Hodinka                             | Rosa Maria Ramírez       | 4 epizody                     |
| 2014      | Smrt v ráji                         | Yasmin Blake             | Epizoda: "The Early Bird"     |
| 2014      | Happy Valley                        | Justine                  | 4 epizody                     |
| 2015      | Cucumber                            | Violet                   | 2 epizody                     |
| 2015      | The Ark                             | Nahlab                   | Televizní film                |
| 2015      | Banana                              | Violet                   | 2 epizody                     |
| 2015–2019 | Killjoys: Vesmírní lovci            | Yalena "Dutch" Yardeen   | Hlavní role, 50 epizod        |
| 2015–2019 | Killjoys: Vesmírní lovci            | Aneela Kin Rit           | Hlavní role, 50 epizod        |
| 2016      | The Tunnel: Sabotage                | Rosa Persaud             | 5 epizod                      |
| 2016      | Černé zrcadlo                       | Sonja                    | 1 epizoda                     |
| 2016      | Hra o trůny                         | Ornela                   | 2 epizody                     |
| 2019      | The Dark Crystal: Age of Resistance | Naia (hlas)              | 5 epizod                      |
| 2020      | The Stranger                        | The Stranger             | 8 epizod                      |
| 2020      | Brave New World                     | Wilhelmina "Helm" Watson | Hlavní role, 9 epizod         |

### Film
| Rok  | Název                        | Role              |
| ---- | ---------------------------- | ----------------- |
| 2015 | Star Wars: Síla se probouzí  |                   |
| 2018 | Tomb Raider                  | Sophie            |
| 2018 | Ready Player One: Hra začíná | F'Nale Zandor     |
| 2018 | Ant-Man a Wasp               | Ava Starr / Ghost |
| 2021 | SAS: Zrození Černé labutě    | Dr. Sophie Hart   |
| 2021 | Resident Evil: Raccoon City  | Jill Valentine    |
| 2024 | Thunderbolts                 | Ava Starr / Ghost |